# مونتايسلو (جورجيا)
مونتايسلو (بالإنجليزية: Monticello, Georgia)‏ هي مدينة تقع في مقاطعة جاسبر بولاية جورجيا في الولايات المتحدة. تبلغ مساحة هذه المدينة 7.9 (كم²)، وترتفع عن سطح البحر 207 م، بلغ عدد سكانها 2428 نسمة في عام 2010 حسب إحصاء مكتب تعداد الولايات المتحدة.

## أعلام
- تشارلز لافاييت بارتليت
- جاي ر. كوب
- شيري سميث
- ألفريد كوثبرت

## وصلات خارجية
- www.monticelloga.org
- Cities & Counties - Georgia.gov